# Guerre d'Aroostook
Pour les articles homonymes, voir Aroostook (homonymie).
 (janvier 2025).
Si vous disposez d'ouvrages ou d'articles de référence ou si vous connaissez des sites web de qualité traitant du thème abordé ici, merci de compléter l'article en donnant les références utiles à sa vérifiabilité et en les liant à la section « Notes et références ».

Carte illustrant la dispute territoriale.

La guerre d'Aroostook est un conflit frontalier qui opposa les États-Unis et l'Empire britannique (Royaume-Uni et Amérique du Nord britannique) entre 1838 et 1839. Des troupes furent envoyées en 1839 par les deux parties dans la vallée de la rivière Aroostook. Des discussions ont toutefois permis d’éviter un conflit armé et une solution fut trouvée grâce au traité Webster-Ashburton le 9 août 1842. Aucun mort ne fut à déplorer et l'état de guerre ne fut pas officiellement déclaré entre les deux belligérants.
Le traité permit de préciser les limites entre les deux États et des travaux de délimitation furent mis en œuvre jusqu'en 1847. Le Royaume-Uni dut céder une partie sud de son territoire dans la vallée de la rivière Aroostook.

## Histoire
L'origine de cette confrontation est la non-reconnaissance de la frontière entre les colonies britanniques (aujourd’hui le Canada) et les États-Unis. Il s'agissait en particulier de la frontière entre le tout nouvel État américain du Maine (créé en 1820) et de la province britannique du Nouveau-Brunswick, dans la vallée de la rivière Aroostook.
Lors du traité de Paris de 1783, la frontière entre les deux nations n’avait pas été déterminée précisément. Le Massachusetts, qui exerçait alors la souveraineté sur le district du Maine, commença à accorder des terres au niveau de l'actuel comté d'Aroostook. Le fait que la frontière n'était pas clairement définie conduisit les Britanniques à occuper les actuels comtés de Washington, de Hancock et de Penobscot lors de la guerre de 1812. Le traité de Gand à la fin de la guerre de 1812 a rétabli les frontières de 1783. La région était intéressante car elle recélait de grandes forêts utiles pour l’industrie du bois. Cela conduisit à de nombreuses disputes entre les deux États durant les années qui suivirent.

## La ligne de défense britannique

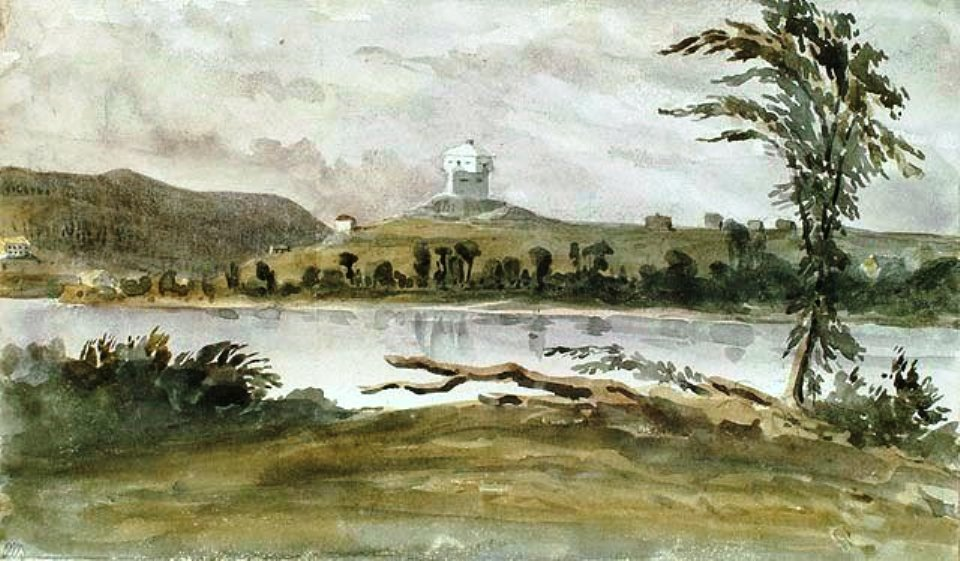
Blockaus au confluent de la rivière Madawaska et du fleuve Saint-John

Entre 1839 et 1841, le gouvernement britannique ordonna la construction de plusieurs forts sur le territoire disputé. Parmi ceux-ci se trouvait la ligne de défense Rivière-du-Loup-Madawaska, qui comportait quatre postes temporaires (ou fieldworks) disposés le long des cours d'eau de ce qui est aujourd'hui le Témiscouata (Québec) et le Madawaska (Nouveau-Brunswick). Ces quatre forts temporaires étaient situés à l'endroit où sont aujourd'hui les villes de Cabano (Québec), Dégelis (Québec), Edmundston (Nouveau-Brunswick) et Grand-Sault (Nouveau-Brunswick).
Ces quatre fortifications ont été démolies pour diverses raisons à la fin du XIXe siècle, mais deux de ces forts, ceux de Cabano et d'Edmunston ont été rebâtis à l'emplacement original. Ce sont respectivement les forts Ingall et P'tit-Sault.